# Comuna Altusried, Oberallgäu

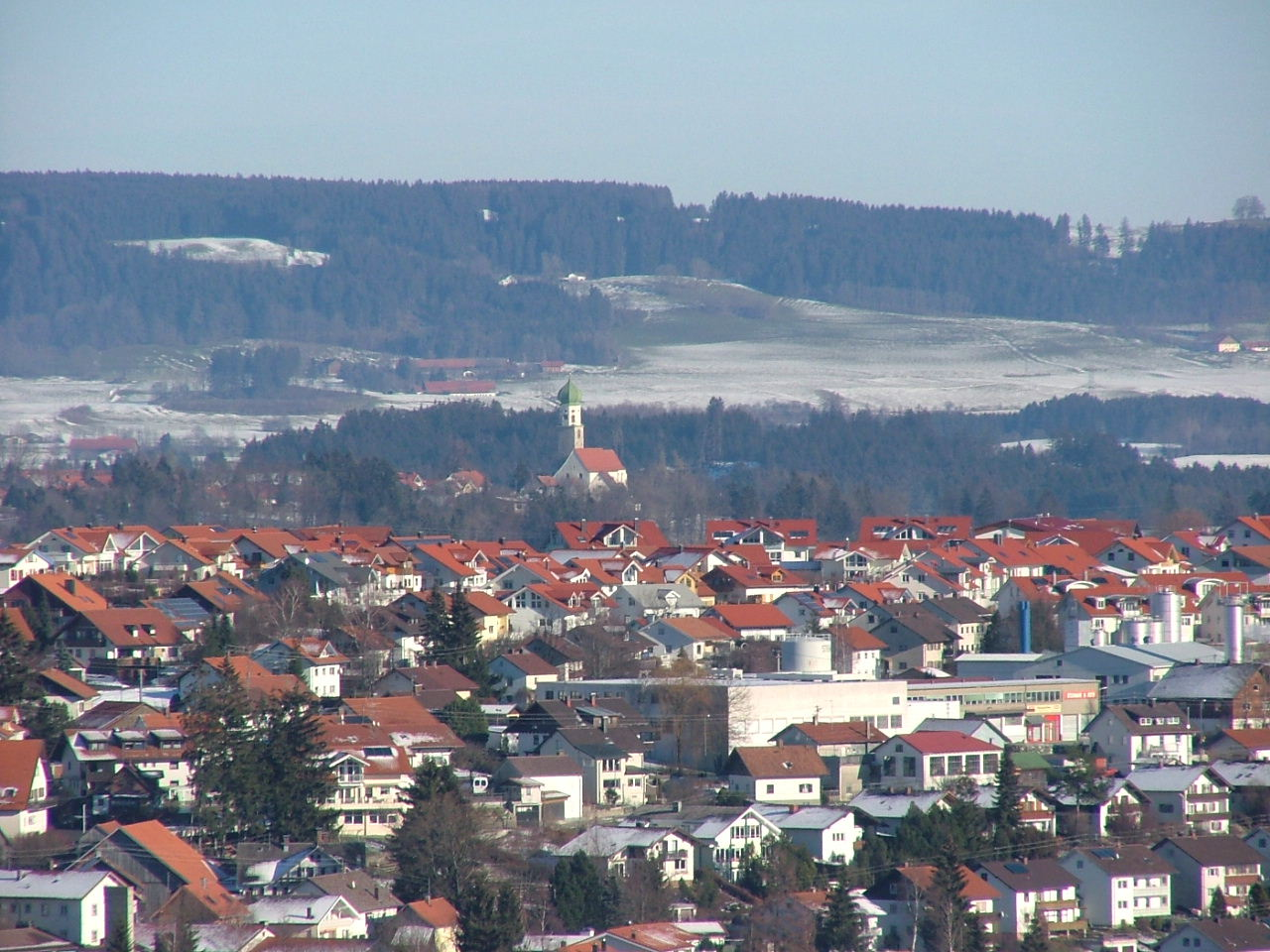
Altusried

Altusried este o comună-târg din districtul Oberallgäu, regiunea administrativă (Regierungsbezirk) Șvabia, landul Bavaria, Germania.